# Huacho (película)
Huacho es una película chilena del año 2009. Este drama psicológico es el debut en el largometraje de su director Alejandro Fernández Almendras. Protagonizada por actores no profesionales como Clemira Aguayo, Manuel Hernández, Alejandra Yáñez y Cornelio Villagrán y con la música de Los Jaivas.

## Sinopsis
Un día en la vida de una típica familia campesina de Chile central. La abuela vende quesos en la carretera, el abuelo trabaja en el campo, la hija es cocinera de una hostería y el nieto va al colegio. En cuatro secciones separadas, los seguimos en sus pequeños dolores y alegrías, a lo largo de una jornada que exhibe sin pudor un Chile que cambia y que pocos conocen.

## Reparto
- Clemira Aguayo
- Manuel Hernández
- Alejandra Yáñez
- Cornelio Villagrán

## Premios
- Mejor Película, Festival Internacional de Cine de Viña del Mar, Chile, 2009.